# Antoine de Cocquiel
Pour les articles homonymes, voir Cocquiel.
Le chevalier Antoine de Cocquiel était un militaire né vers 1545 et mort le 14 février 1614.

## Biographie
Fervent catholique, il sert la cause de l'Espagne sous les ordres de Requesens et du duc de Parme.
Gouverneur de Steenwyck, il défend admirablement la place face aux troupes du prince Maurice de Nassau lors du siège de 1592. Faute de munitions et de vivres, il doit mettre fin au siège et se rendre au bout de deux mois. Il est alors envoyé avec ses blessés dans le comté de Bentheim en Westphalie.
Ses services lui valurent le grade de colonel et le gouvernement de Hesdin en Artois.

## Sources
- Cocquiel (Antoine de), in « Biographie nationale de Belgique, tome 4 », Académie royale de Belgique, 1873
- Willem Schrickx, « Foreign Envoys and Travelling Players in the Age of Shakespeare and Jonson », 1986
- Charles Poplimont, « Notice historique chronologique... sur la très ancienne & très illustre maison Cocquiel de Ter Heirleire », 1865

- Notice dans un dictionnaire ou une encyclopédie généraliste :   - Biographie nationale de Belgique